# Lombardov učinek
Lombardov učinek, tudi Lombardov refleks, je nezaveden odziv govorca na prisotnost glasnega šuma v ozadju, s katerim poveča glasnost da bi izboljšal razumljivost svojega govora. Poleg glasnosti vključuje odziv pri ljudeh tudi zvišanje tona in podaljšanje zlogov. Rezultat je ugodnejše razmerje signal-šum, kar neposredno pripomore k razumljivosti. Pojav lahko obravnavamo tudi na ravni govorca, saj ta preko povratne zanke nezavedno spremlja svoj govor in ga prilagodi, če se naenkrat slabše sliši ali razume.
Pojav je leta 1909 odkril francoski otorinolaringolog Étienne Lombard. Okrog odkritja je kmalu nastalo živahno raziskovalno področje, nekaj desetletij kasneje pa so pričeli enake spremembe ugotavljati tudi pri zvočni komunikaciji živali. Od takrat so ga v laboratorijskih pogojih potrdili pri celi vrsti živalskih skupin, od ptičev do makakov. V zadnjem času je deležen pozornosti raziskovalcev tudi v povezavi z zvočnim onesnaževanjem in njegovim vplivom na živali v človekovi bližini, saj predvsem pri ptičih pevcih v mestnem okolju prihaja do opaznih sprememb pri oglašanju.

## Lombardov govor
Če posnamemo človeka, ki govori ob prisotnosti šuma, in predvajamo govor poslušalcem hkrati s šumom, ga razumejo bolje kot posnetek človeka, ki je govoril v tišini in je ob njem predvajan enak šum. Spremembe v izgovorjavi pri Lombardovem govoru vključujejo med drugim:
- povečanje jakosti zvoka,
- zvišanje osnovnih fonetičnih frekvenc,
- premik zvočne energije od nizkega proti srednjem in visokem frekvenčnem območju,
- podaljšanje zlogov idr.

Ker gre za nezaveden odziv, ga večina ljudi ne more nadzorovati, niti če so predhodno opozorjeni nanj. Do neke mere ga lahko nadzorujejo trenirani pevci, pa vendar je znan pojav, ko zbor poje vedno glasneje, če ga ne usmerja dirigent. Ker je Lombardov učinek tudi odziv na situacijo, ko človek slabše sliši ali razume svoje govorjenje, ga lahko opazimo pri bolnikih s kirurško odstranjenim larinksom, ki se učijo ezofagalnega govora (govora s požiralnikom). Uporabljamo ga kot vedenjski preskus slušne prizadetosti oz. morebitnega hlinjenja le-te.